# Deropeltis dmitriewi
Deropeltis dmitriewi är en kackerlacksart som beskrevs av Adelung 1905. Deropeltis dmitriewi ingår i släktet Deropeltis och familjen storkackerlackor. Inga underarter finns listade i Catalogue of Life.